# Veljo Tormis
Veljo Tormis (ur. 7 sierpnia 1930 w Kuusalu, zm. 21 stycznia 2017 w Tallinnie)  – estoński kompozytor i organista.

## Życiorys
Uczył się gry na organach u Augusta Topmana, początkowo prywatnie (1942–1943), a po wstąpieniu do Konserwatorium w Tallinnie, w jego klasie gry organowej (1943–1944). Po reorganizacji konserwatorium kontynuował naukę u Salmego Krulla (1944–1947). Następnie, wciąż pozostając na tej samej uczelni, studiował grę organową u Edgara Arro i dyrygenturę chóralną (1949–1950) oraz kompozycję pod kierunkiem Villema Kappa (1950–1951). 
W 1951 wyjechał do Moskwy, gdzie studiował kompozycję w Konserwatorium Moskiewskim u Wissariona Szebalina, uzyskując dyplom w 1956. Jego pracą dyplomową była epicka kantata Kalevipoeg. 
W latach 1955–1962 był nauczycielem w tallińskich szkołach muzycznych. W latach 1955–1974 pełnił funkcję konsultanta Estońskiego Związku Kompozytorów, a od 1974 do 1989 wiceprezesa Związku. Od 1969 był niezależnym kompozytorem.

## Twórczość
W opinii Estończyków Tormis pretenduje do miana jednego z najważniejszych estońskich kompozytorów XX wieku. Wypracował oryginalny minimalistyczny styl wywodzący się z estońskiej pieśni ludowej, zwłaszcza epickich run, stanowiących podwalinę kompozycji . Na przykład w utworze Laevamäng fragmenty materiału muzycznego, przypominającego motywy, powtarzają się nieustannie wbrew wolno rozwijającej się harmonii, a temat wyjściowy zatraca wszystkie elementy nieistotne muzycznie lub dekoracyjne .
W swojej technice kompozytorskiej stosował linearną polifonię i heterofonię, harmonikę modalną i sonorystyczną oraz inne neoklasycystyczne i modernistyczne środki wyrazu. 
Pisał głównie utwory chóralne i pieśni solowe oraz utwory instrumentalne, sceniczne i muzykę dla dzieci .

## Ważniejsze odznaczenia i nagrody
(na podstawie materiału źródłowego)
- 1974 – Nagroda Państwowa ZSRR
- 1975 – tytuł Ludowego Artysty Estońskiej SRRR
- 1987 – tytuł Ludowego Artysty ZSRR
- Order Przyjaźni Narodów
- 1996 – Order Herbu Państwowego III klasy[5]
- 2005 – Order Herbu Państwowego I klasy